# Eunidia scorteccii
Eunidia scorteccii är en skalbaggsart som beskrevs av Stefan von Breuning 1959. Eunidia scorteccii ingår i släktet Eunidia och familjen långhorningar.
Artens utbredningsområde är Djibouti. Inga underarter finns listade i Catalogue of Life.